# Мирни (Архангелска област)
Мирни (на руски: Мирный) е град в Русия, разположен в градски огръг Мирни, Архангелска област. Населението на града към 1 януари 2017 година е 31 704 души.